# Big Badja Hill
Big Badja Hill är ett berg i Australien. Det ligger i regionen Cooma-Monaro och delstaten New South Wales, i den sydöstra delen av landet, omkring 280 kilometer sydväst om delstatshuvudstaden Sydney. Toppen på Big Badja Hill är 1 363 meter över havet, eller 196 meter över den omgivande terrängen. Bredden vid basen är 10,1 km.
Runt Big Badja Hill är det glesbefolkat, med 9 invånare per kvadratkilometer.. 
I omgivningarna runt Big Badja Hill växer i huvudsak städsegrön lövskog. Genomsnittlig årsnederbörd är 1 110 millimeter. Den regnigaste månaden är februari, med i genomsnitt 158 mm nederbörd, och den torraste är juli, med 9 mm nederbörd.